# 加利福尼亞公園 (加利福尼亞州)
加利福尼亞公園（英語：California Park）是位於美國加利福尼亞州馬林縣的一個非建制地區。該地的面積和人口皆未知。

## 地理
加利福尼亞公園的座標為37°57′03″N 122°30′37″W / 37.95083°N 122.51028°W，而該地的平均海拔高度為3米（即10英尺）。